# Saivojärvi (sjö i Finland)
Saivojärvi är en sjö i Finland. Den ligger i kommunen Kittilä i landskapet Lappland, i den norra delen av landet, 900 km norr om huvudstaden Helsingfors. Saivojärvi ligger 259,5 meter över havet. Arean är 60,7 hektar och strandlinjen är 4,39 kilometer lång. Sjön  ingår i Kemi älvs huvudavrinningsområde. 